# .sr
.sr為蘇利南國家及地區頂級域（ccTLD）的域名。該域名於1991年9月3日啟用。申請人可以直接申請使用.sr的二級域名。该顶级域名由蘇里南当地电信公司Telesur負責运营。

## 外部連結
- IANA .sr whois information（页面存档备份，存于）
- Telesur
- DotSR（页面存档备份，存于）